# 辰巳台東
辰巳台東（たつみだいひがし）は、千葉県市原市の辰巳台地区にある町丁。辰巳台団地を構成する町丁の一つである。現行行政地名は辰巳台東一丁目から辰巳台東五丁目。郵便番号は290-0003。

## 概要
市原市北部の辰巳台地区に位置する。市原市で最初の大規模住宅団地で、当時「東洋一の団地」と称された辰巳団地の一部である。住居表示が施行されているが、換地処分で地番変更を実施したため、建物が存在する場合は、ほとんどの場合において地番と住居表示が一致する。この町丁内には複数の商業施設が並んでいる他、企業や学校関係などのそれぞれの社宅や寮もいくつか建っている。
京成電鉄千原線のちはら台駅・海士有木駅間延伸用線路建設予定地が辰巳台東一丁目から辰巳台東三丁目の西端にあり、現在は駐車場などの低密度利用のみ行われている。
都心からのアクセスに関しては、東京都千代田区の東京駅から最寄りの八幡宿駅までの所要時間が、京葉線経由通勤快速で最速45分、京葉線経由快速で最速52分、総武快速線経由快速で最速56分である。

## 地理
北は大厩、東は久々津、南は荻作及び能満、西は山木及び辰巳台西と接する。

## 地価
住宅街の地価では2016年（平成28年）の公示地価によれば、辰巳台東二丁目4番4の地点で53,400（円/m2）となっている。

## 世帯数と人口
2022年4月1日現在の世帯数と人口は以下の通りである。
| 町丁字         | 世帯数    | 人口総数 | 人口  | 人口     | 人口  |
| 町丁字         | 世帯数    | 人口総数 | 若年  | 生産年齢 | 老年  |
| -------------- | --------- | -------- | ----- | -------- | ----- |
| 辰巳台東一丁目 | 455世帯   | 1,093人  | 7.8%  | 64.0%    | 28.2% |
| 辰巳台東二丁目 | 480世帯   | 781人    | 7.0%  | 62.6%    | 30.4% |
| 辰巳台東三丁目 | 1,216世帯 | 2,757人  | 16.2% | 64.3%    | 19.5% |
| 辰巳台東四丁目 | 958世帯   | 2,193人  | 13.8% | 68.9%    | 17.3% |
| 辰巳台東五丁目 | 304世帯   | 536人    | 9.3%  | 59.4%    | 31.3% |
| 計             | 3,413世帯 | 7,360人  | 12.8% | 65.1%    | 22.1% |

## 通学区域
市立小学校・市立中学校及び県立高等学校の通学区域は以下の通りである。
| 丁目           | 番地 | 小学校                 | 中学校               | 高等学校 |
| -------------- | ---- | ---------------------- | -------------------- | -------- |
| 辰巳台東一丁目 | 全域 | 市原市立辰巳台東小学校 | 市原市立辰巳台中学校 | 第9学区  |
| 辰巳台東二丁目 | 一部 | 市原市立辰巳台東小学校 | 市原市立辰巳台中学校 | 第9学区  |
| 辰巳台東二丁目 | 一部 | 市原市立辰巳台西小学校 | 市原市立辰巳台中学校 | 第9学区  |
| 辰巳台東三丁目 | 一部 | 市原市立白幡小学校     | 市原市立辰巳台中学校 | 第9学区  |
| 辰巳台東三丁目 | 一部 | 市原市立辰巳台東小学校 | 市原市立辰巳台中学校 | 第9学区  |
| 辰巳台東四丁目 | 全域 | 市原市立辰巳台東小学校 | 市原市立辰巳台中学校 | 第9学区  |
| 辰巳台東五丁目 | 全域 | 市原市立辰巳台東小学校 | 市原市立辰巳台中学校 | 第9学区  |

## 施設

### 医療・福祉施設
- 千葉労災病院
- 辰巳台クリニック
- 辰巳病院
- 辰巳台歯科医院

### 学校教育施設
- 市原市立辰巳台中学校
- 市原市立辰巳台東小学校
- 千葉労災看護専門学校

### 子育て支援施設
- 市原市立辰巳台幼稚園
- 市原市立辰巳保育所
- 光の子幼稚園

### 集合住宅
- 県営辰巳住宅
- JNC石油化学辰巳社宅
- 三菱製鋼辰巳寮
- 古河電気工業社宅
- 三井造船東アパート
- 帝京平成大学青葉寮

### 商業施設
- イオンタウンたつみ台
- マックスバリュ辰巳台店
- TSUTAYA辰巳台店
- ファッションセンターしまむら辰巳台店
- 綱島園辰巳台店
- 精文館書店辰巳台店
- やまや市原店
- BOOKOFF市原辰巳台東店
- ザ・ダイソー百円館市原辰巳台店
- マツモトキヨシ辰巳台店
- DCM辰巳台店

### 公園等
- 辰巳中央公園
- 古河電気工業辰巳台グラウンド
- ウイングスタジアム市原

### 神社仏閣
- 辰巳台神社

## 交通

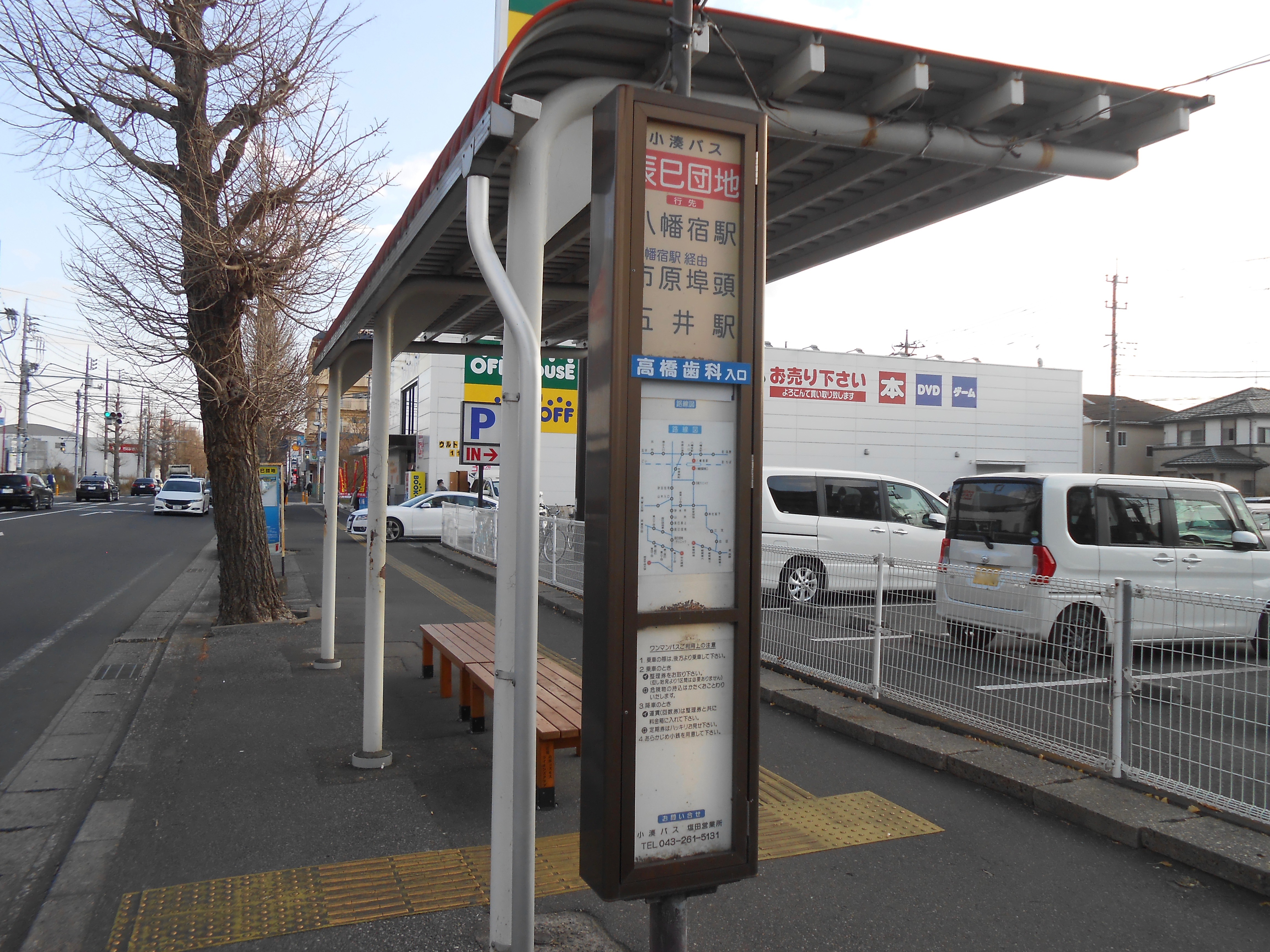
辰巳団地のバス停。奥にみえるのはBOOKOFF市原辰巳台東店。

### 鉄道
駅は存在しないが最寄りは以下の通りである。
- JR東日本内房線 - 八幡宿駅
- 京成電鉄千原線 - ちはら台駅

### 道路
1. 国道
  - なし
2. 県道
  - なし
3. 主要市道
  - 辰巳通り